# Hưng Lộc, Thống Nhất
Hưng Lộc là một xã thuộc huyện Thống Nhất, tỉnh Đồng Nai, Việt Nam.

## Địa lý
Xã Hưng Lộc nằm ở phía tây huyện Thống Nhất, có vị trí địa lý:
- Phía đông giáp thành phố Long Khánh
- Phía tây giáp huyện Trảng Bom
- Phía nam giáp huyện Cẩm Mỹ và xã Lộ 25
- Phía bắc giáp thị trấn Dầu Giây và xã Bàu Hàm 2.

Xã Hưng Lộc có diện tích 35,13 km², dân số năm 2018 là 18.912 người, mật độ dân số đạt 538 người/km².

## Lịch sử
Sau năm 1975, Hưng Lộc là một xã thuộc huyện Thống Nhất.
Ngày 29 tháng 8 năm 1994, chia xã Hưng Lộc thành hai xã Hưng Lộc và Hưng Thịnh (nay xã Hưng Thịnh thuộc huyện Trảng Bom).
Năm 2018, xã Hưng Lộc có diện tích 20,91 km², dân số là 12.346 người, mật độ dân số đạt 590 người/km².
Ngày 10 tháng 5 năm 2019, Ủy ban Thường vụ Quốc hội ban hành Nghị quyết số 694/NQ-UBTVQH14 (nghị quyết có hiệu lực từ ngày 1 tháng 7 năm 2019). Theo đó, điều chỉnh 5,43 km² diện tích tự nhiên, 2.300 người của xã Bàu Hàm 2 và 8,79 km² diện tích tự nhiên, 4.266 người của xã Xuân Thạnh vào xã Hưng Lộc.
Sau khi điều chỉnh địa giới hành chính, xã Hưng Lộc có diện tích 35,13 km², dân số là 18.912 người.

## Hành chính
Xã Hưng Lộc được chia thành 6 ấp: 9-4, Lộ 25, Hưng Hiệp, Hưng Nghĩa, Hưng Nhơn, Hưng Thạnh.